# Linne (Maasgouw)

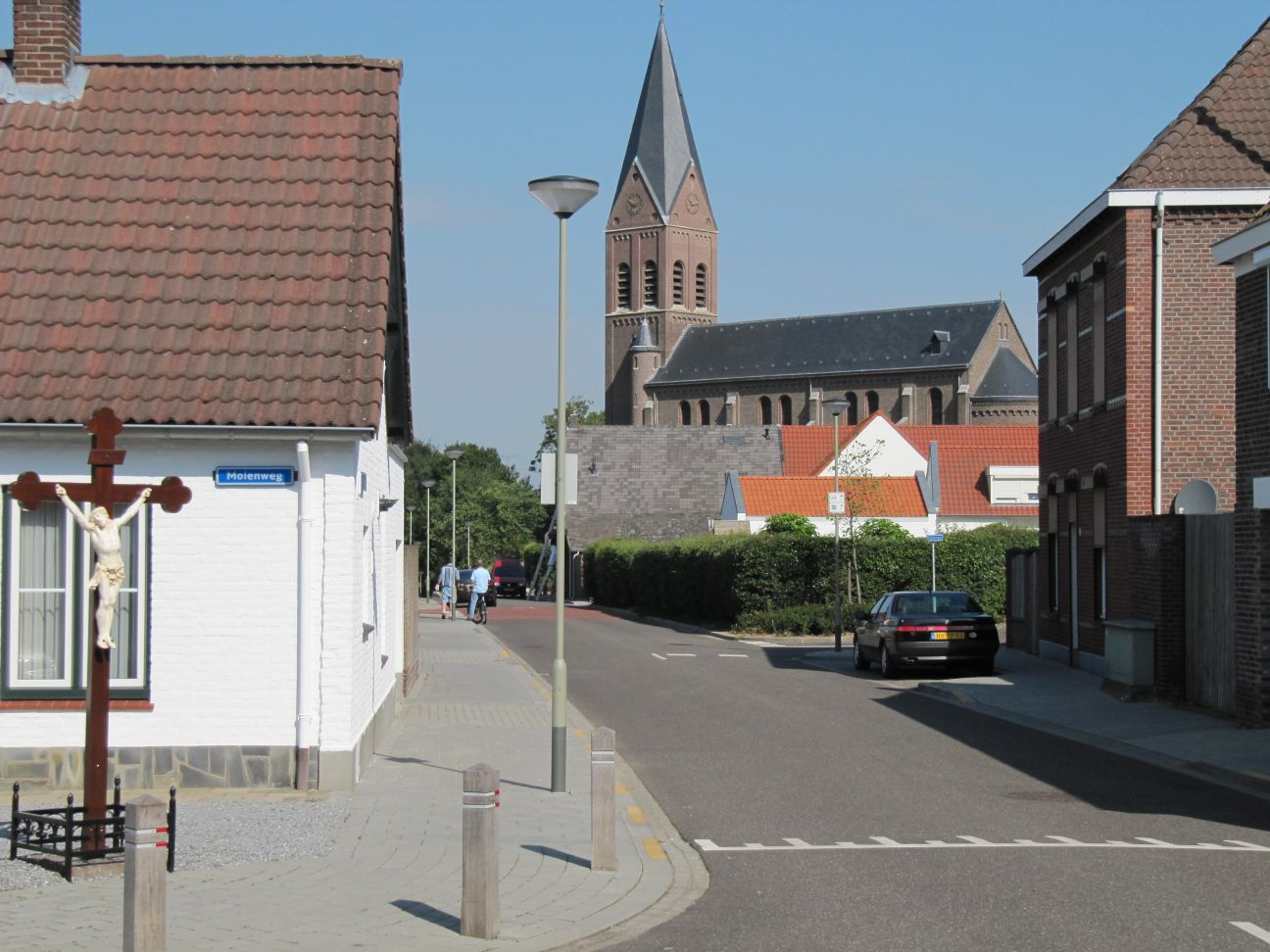
Linne

Linne ist ein Dorf in der niederländischen Provinz Limburg und gehört zur Gemeinde Maasgouw. Der Ort liegt zwischen Roermond und Maasbracht an der Maas.
Von 1991 bis 2007 gehörte die ursprünglich selbstständige Gemeinde zur Gemeinde Maasbracht.

## Sehenswürdigkeiten

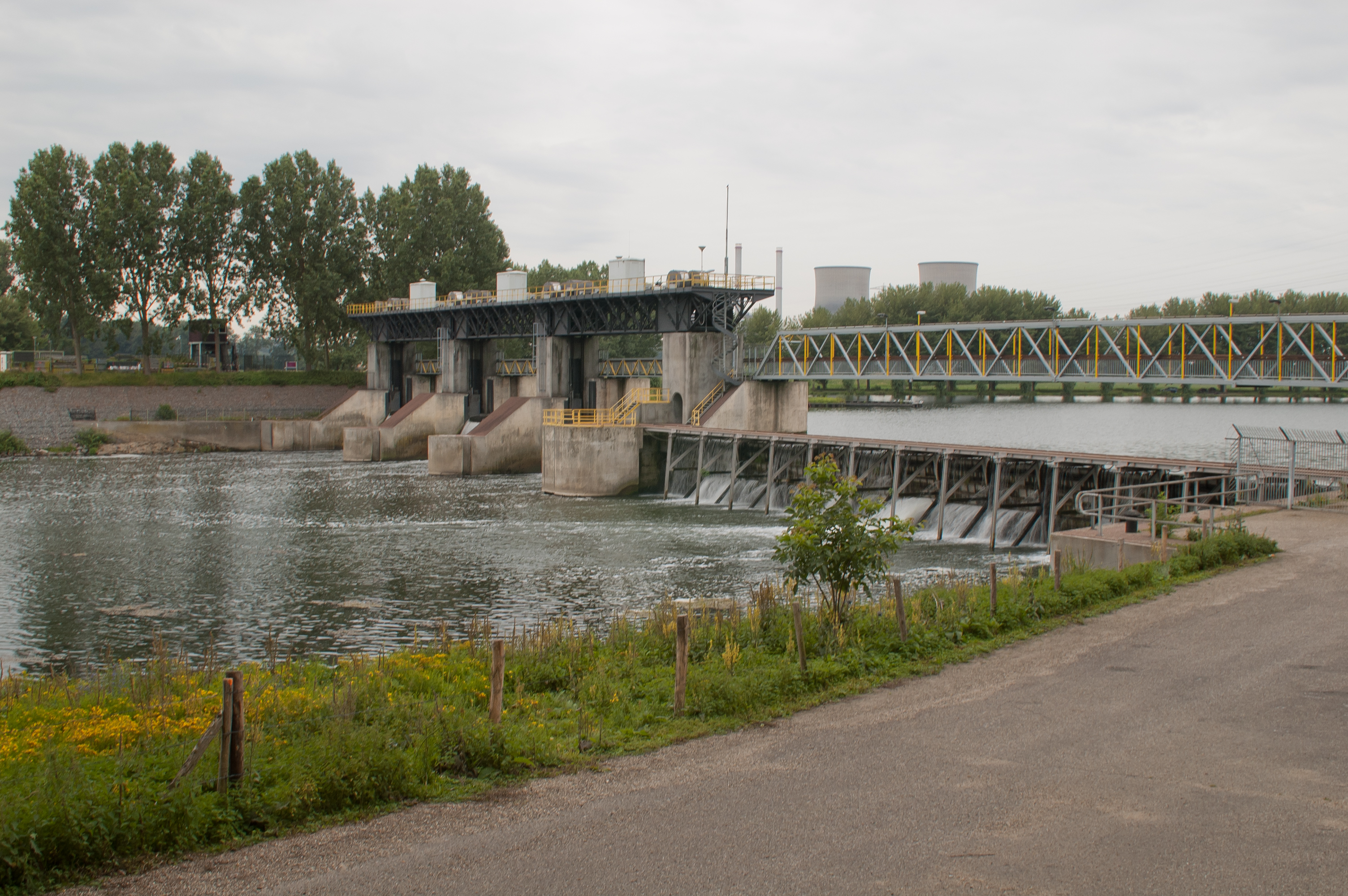
Staustufe der Maas bei Linne, im Hintergrund rechts das Gaskraftwerk Clauscentrale in Maasbracht sowie links hinter dem mit Pappeln bestandenen Damm das Wasserkraftwerk

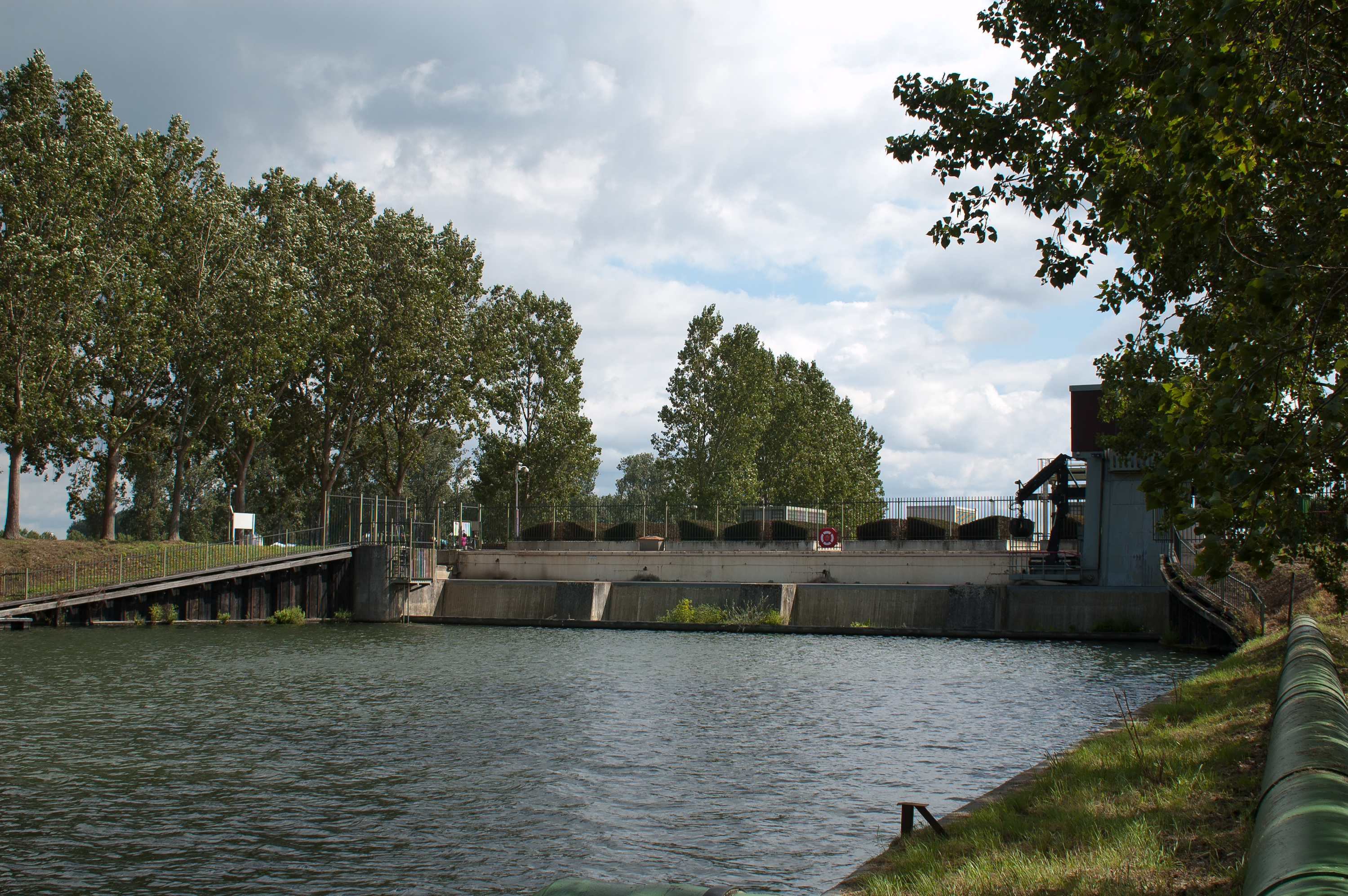
Die Oberwasserseite des Wasserkraftwerkes

- Die Auenlandschaft der Linnerweerd ist ein Rückzugsgebiet des in den Niederlanden stark bedrohten Kammmolches. Des Weiteren ist sie bekannt für ihre Bestände an der roten Lichtnelke.[2]
- Die neoromanische Kirche St. Martin wurde 1897 erbaut.
- Der Energieversorger Essent betreibt an der Maas-Staustufe bei Linne  das größere seiner beiden Wasserkraftwerke. Das zwischen 1987 und 1989 erbaute Kraftwerk produziert mit seinen vier Kaplan-Turbinen und einer maximalen Fallhöhe von vier Metern jährlich rund 35 Millionen Kilowattstunden Strom. Dies reicht aus, rund 10.000 Haushalte mit elektrischer Energie zu versorgen.[3]

## Geschichte
In Linne endet eine alte Römerstraße, die von Neuss am Rhein an die Maas führte.
Das Dorf erscheint erstmals 888 in einer Urkunde König Arnulfs von Kärnten als „Linnika“, in der dem Marienstift zu Aachen früherer Besitz bestätigt wird. Eine weitere Urkunde über Linne wurde im Jahr 943 ausgestellt.
1794 bis etwa 1815 war in Linne wie am gesamten Linken Rhein die Franzosenzeit.
Am 10. Mai 1940, dem ersten Tag des Westfeldzuges, marschierten Truppen der Wehrmacht durch Linne; am 15. Mai kapitulierten die Niederlande.
Von Oktober 1944 bis Januar 1945 lag Linne nahe der Frontlinie.
Im Rahmen der Operation Blackcock (vom 14. bis 26. Januar 1945, Codename für die Eroberung das Gebiet etwa zwischen Roermond, Sittard und Heinsberg) rückten alliierte Truppen vor. Wegen des sehr kalten und feuchten Winterwetters konnten sich Panzer und Radfahrzeuge praktisch nur auf Straßen fortbewegen; diese wurden von der Wehrmacht während ihres Rückzugs oft vermint.
Die Verteidiger von Linne hatten ein MG-Nest und einen Panzerkampfwagen IV. Die Kämpfe begannen im Morgengrauen des 24. Januar 1945; um 10:15 des nächsten Tages wurde Linne als befreit gemeldet.

## Politik

### Sitzverteilung im Gemeinderat
Bis zur Auflösung der Gemeinde ergab sich seit 1982 folgende Sitzverteilung:
| Partei                  | Sitze | Sitze |
| Partei                  | 1982  | 1986  |
| ----------------------- | ----- | ----- |
| Lijst Reijnders a       | 2     | 4     |
| Lijst Van der Vorst b   | 4     | 3     |
| Algemeen Belang Linne c | 3     | 2     |
| CDA                     | 2     | 2     |
| Gesamt                  | 11    | 11    |